# Koczkodan czerwonouchy
Koczkodan czerwonouchy (Cercopithecus erythrotis) – gatunek ssaka naczelnego z podrodziny koczkodanów (Cercopithecinae) w obrębie rodziny koczkodanowatych (Cercopithecidae).

## Taksonomia
Gatunek po raz pierwszy zgodnie z zasadami nazewnictwa binominalnego opisał w 1838 roku brytyjski przyrodnik George Robert Waterhouse nadając mu nazwę Cercopithecus erythrotis. Miejsce typowe to wyspa Bioko, Gwinea Równikowa. Holotyp to okaz (sygnatura BMNH Mammals 1855.12.24.410) ze zbiorów Muzeum Historii Naturalnej w Londynie. Podgatunek camerunensis opisał formalnie w 1940 roku brytyjski zoolog Robert William Hayman nadając mu nazwę Cercopithecus erythrotis camerunensis. Miejsce typowe to Badchama, Region Południowo-Zachodni, Kamerun. Holotyp to skóra, czaszka i szkielet pozaczaszkowy na wpół dorosłego samca (sygnatura BMNH Mammals 1939.317) ze zbiorów Muzeum Historii Naturalnej w Londynie; okaz zebrał 28 kwietnia 1933 roku Ivan T. Anderson.
C. erythrotis należy do grupy gatunkowej cephus. Podgatunek camerunensis krzyżuje się z C. cephus cephus na niewielkim obszarze na południe od rzeki Sanaga w pobliżu jej ujścia, między Tinaso a jeziorem Tisongo w Kamerunie. 
Autorzy Illustrated Checklist of the Mammals of the World rozpoznają dwa podgatunki.

### Etymologia
- Cercopithecus: gr. κερκοπίθηκος kerkopithēkos „małpa z długim ogonem”, od gr. κερκος kerkos „ogon”; πιθηκος pithēkos „małpa”[11].
- erythrotis: gr. ερυθρος eruthros „czerwony”; -ωτις ōtis „-uchy”, od ους ous, ωτος ōtos „ucho”[12].
- camerunensis: Kamerun, Afryka Zachodnia[13].

## Zasięg występowania
Koczkodan czerwonouchy występuje w zależności od podgatunku:
- C. erythrotis erythrotis – koczkodan czerwonouchy – obszary górskie na środkowej i południowej części wyspy Bioko w Gwinei Równikowej.
- C. erythrotis camerunensis –  koczkodan kameruński – południowo-wschodnia Nigeria (na wschód od dolnej rzeki Cross) i zachodni Kamerun (na północ od dolnego biegu rzeki Sanaga); występuje również na niewielkim obszarze na południe od rzeki Sanaga, w pobliżu jej ujścia, między Tinaso a jeziorem Tissongo.

## Morfologia
Długość ciała (bez ogona) samic 40–45 cm, samców 45–50 cm, długość ogona samic 46–55 cm, samców 56–77 cm; masa ciała samic 2,3–3,5 kg, samców 3,5–4,5 kg. Jest to nieduża, jasno zabarwiona małpa. Jej twarz jest charakterystyczna. Sierść dookoła oczu ma sinoniebieski odcień. Nos i uszy są ceglastoczerwone. Sierść na policzkach ma żółte zabarwienie i jest dość długa. Reszta futra jest zabarwiona na złocistobrązowy kolor, przy czym kończyny są bardziej szare, a ogon – czerwony.

## Ekologia

### Zachowanie
Żyje w grupach do 30 osobników. W jednej grupie może być tylko jeden dorosły samiec. Gatunek ten z reguły jest płochliwy. 

### Głos
W przeciwieństwie do innych gatunków koczkodanów wydaje ciche, niesłyszalne na dalekie dystanse nawoływania.

### Środowisko naturalne
Gatunek ten żyje w lasach deszczowych, na terenach nizinnych i wyżej położonych. Czasami spotykany jest blisko ludzkich osiedli, w szczególności w Gwinei Równikowej. 

### Pożywienie
Wszystkożerny. W skład diety tego ssaka wchodzą owoce, owady, liście i inne zielone części roślin.

### Rozród
Koczkodany czerwonouche z reguły rodzą jedno dziecko raz na okres od jednego do trzech lat, ciąża trwa 5 do 6 miesięcy.

## Status i ochrona
W Czerwonej księdze gatunków zagrożonych Międzynarodowej Unii Ochrony Przyrody i Jej Zasobów został zaliczony do kategorii VU (ang. vulnerable ‘narażony’). Z powodu płochliwości, dane dotyczące jego liczebności nie są pewne. Według badań na wyspie Bioko, gdzie jest najliczniejszym gatunkiem naczelnych (z wyjątkiem ludzi), liczebność tego gatunku spada – od ok. 30 tysięcy w 1986 do ok. 20 tysięcy w 2006.
Szczególnym zagrożeniem dla tego gatunku jest wycinka lasów deszczowych w celu przekształcenia ich w pola uprawne. Ponadto koczkodany czerwonouche są zwierzętami łownymi – ich mięso jest często spotykane na rynkach w Malabo.
Małpy te znajdują się w wielu rezerwatach przyrody, m.in. w parkach narodowych Cross River (Nigeria) i Korup (Kamerun).